# Leopold-Kunschak-Preis
Der Leopold-Kunschak-Preis wurde von 1965 bis 2016 von der ÖVP für herausragende Arbeiten auf dem Gebiet der Geistes-, Sozial- und Wirtschaftswissenschaften, der Arbeits- und Sozialmedizin und der Publizistik vergeben. Weiters wurden Anerkennungspreise für das Lebenswerk verliehen.

## Preis
Der Preis wurde nach dem österreichischen Politiker der Christlichsozialen Partei Leopold Kunschak (1871–1953) benannt und jährlich um den 13. März, zum Todestag Kunschaks, verliehen. Wolfgang Mazal war Vorsitzender der Wissenschaftlichen Begutachtungskommission. Nachdem der Antisemitismus von Leopold Kunschak thematisiert wurde und der Journalist Andreas Schnauder 2016 den Leopold-Kunschak-Preis in der Sparte Pressepreis nicht annahm, wurde die Weiterführung des Preises wohl eingestellt.

## Preisträger 1965–1999
1965
- Leopold-Kunschak-Wissenschaftspreis
  - Herbert Schambeck

- Leopold-Kunschak-Preis
  - Moritz Csáky

1966
- Irmgard Bärnthaler

1970
- Anton Staudinger[3]

1971
- Wolfgang Mantl[4]

1972
- Johannes Hawlik

1974
- Ernst Hanisch

1976
- Irene Dyk-Ploss

1978
- Helmut Reinalter
- Förderpreis:
  - Dieter A. Binder[5]

1979
- Robert Kriechbaumer

1982
- Werner Zögernitz

1986
- Anerkennungspreise
  - Karl Megner
- Leopold-Kunschak-Pressepreis
  - Benedikt Posch
- Leopold-Kunschak-Wissenschaftspreis
  - Friedrich Lehne

1987
- Josef Rampold

1988
- Großer Leopold-Kunschak-Preis
  - Silvius Magnago

- Leopold-Kunschak-Pressepreis
  - Kurt Wimmer
- Leopold Kunschak-Presseförderungspreis
  - Conrad Seidl

1990
- Leopold-Kunschak-Pressepreis
  - Heinz Nußbaumer

1991
- Leopold-Kunschak-Pressepreis
  - Clemens Steindl
- Großer Leopold-Kunschak-Preis
  - Joseph Ratzinger[6]
- Leopold-Kunschak-Wissenschaftspreis
  - Erwin Bader

1992
- Michael J. Ogrisegg
- Alfred Brader

1993
- Norbert Leser[7]
- Peter Lewisch[7]

1994
- Andreas Liebmann[8]

1995
- Leopold-Kunschak-Pressepreis
  - Kurt Vorhofer

1996
- Franz Schausberger

1997
- Johannes Michael Schnarrer
- Hubert Christian Ehalt

## Preisträger ab 2000
| Jahr | Großer Preis                    | Pressepreis | Wissenschaftspreis | Anerkennungspreis                                                                          | Anmerkungen |
| ---- | ------------------------------- | --- | --- | ------------------------------------------------------------------------------------------ | --- |
| 2000 |                                 | Isabella Ackerl | |                                                                                            | |
| 2001 |                                 | Günter Schmidt ORF, Gerhard Steininger Salzburger Nachrichten                                                                | Gerhard Ammerer, Walter Berka, Thomas Figl, Herbert Gröger, Norbert Hartl, Jan Krucina, Gerhard Marschütz, Leopold Neuhold, Peter Treibenbacher, Alexander Wagner |                                                                                            | Verleihung mit Wolfgang Schüssel, Werner Fasslabend, Johannes Hengstschläger                                                                         |
| 2002 |                                 | Norbert Hölzl ORF Tirol, Martina Salomon Der Standard                                                                        | Werner Dujmovits, Peter Hilpold, Ferdinand Kerschner, Andrea Lehner-Hartmann, Jan Mikrut, Karl Michael Reiser, Kurt Remele, Clemens Sedmak, Petra Smutny, Klaus Mayr, Gabriele Tondl, Andrea Weinhandl, Andrea Martin, Monika Specht-Tomann, Doris Tropper, Paul Bernhard Wodrazka |                                                                                            | Verleihung mit Wolfgang Schüssel, Werner Fasslabend, Johannes Hengstschläger                                                                         |
| 2003 |                                 | Karl Danninger, Oberösterreichische Nachrichten, Reinhard Olt Frankfurter Allgemeine Zeitung, Hans Spatzenegger ORF Salzburg | Ruth Ellen Bader, Laszlo Boda, Klaus Burger, Sabine Falch, Laurent Gautier, Julia Hennig, Herbert Hubinger, Bernhard Mark-Ungericht, Gert-Peter Reissner, Hellmut Santer, Katharina Weiss, Veronika Wittmann                                                                       |                                                                                            | 38. Verleihung mit Wolfgang Schüssel, Werner Fasslabend, Johannes Hengstschläger                                                                     |
| 2004 | Michael Mitterauer              | Johanna Zugmann | Markus Eiselsberg, Jürgen Harich, Beatrix Karl, Gudrun Lang, Martin Moll, Ulrike Mühlberger, Herbert Pribyl, Michael Heinrich Weninger, Michaela Windisch-Graetz, Judith Ziegler                                                                                                   | Boguslaw Banaszak, Janez Juhant                                                            | |
| 2005 | Egon Kapellari, Norbert Blüm    | Stephan Baier, Hans Bürger, Hans Winkler                                                                                     | Andreas Adlbrecht, René Andeßner, Doris Baum, Wolfgang Brodil, Jutta Maca, Barbara Schröttner, Mathias Vogl, Anita Ziegerhofer-Prettenthaler | Hans-Peter Schachner, Eva Sotoniakova                                                      | Verleihung mit Wolfgang Schüssel, Werner Fasslabend, Wolfgang Mazal, Festvortrag von Norbert Blüm                                                    |
| 2006 | keine Vergabe                   | Die Furche (Wochenzeitung), Roland Adrowitzer                                                                                | Andreas Janko, David Leeb, Elmar Mayer-Baldasseroni |                                                                                            | Verleihung mit Wolfgang Schüssel, Werner Fasslabend, Wolfgang Mazal                                                                                  |
| 2007 | Maria Schaumayer als erste Frau | Ernst Sittinger Kleine Zeitung, Christian Wehrschütz ORF                                                                     | Marian Thomas Adolf, Christina Maria Bechter, Barbara Gartner, Martin Heintel, Andreas Mair, Wolfgang Mueller, Panagiota Patsiou, Georg Plank, Ernestine Priewasser gemeinsam mit Monika Wukounig, Mariko Yoshida-Karlhuber, Stefan Zotti                                          | Helmut Puchebner                                                                           | Verleihung mit Wolfgang Schüssel und Werner Fasslabend                                                                                               |
| 2008 | Lech Wałęsa                     | Gisela Hopfmüller-Hlavac, Erich Witzmann                                                                                     | Josef Bakic, Astrid Berger, Paul Christian Eiselsberg gemeinsam mit Wolfgang Hattmannsdorfer, Mathis Fister, Claudia Hienerth, Martina Lais, Eduard A. Stöger | Cecily Corti, VinziRast-CortiHaus, Wolfgang Pucher, Rudolf Habeler, Myriam Traudlinde Jost | Verleihung mit Wilhelm Molterer |
| 2009 | Jean-Claude Juncker             | Gerhard Klein, Inge Baldinger, Andreas Unterberger                                                                           | Michael Stelzel, Heribert Schopf, Martin E. Risak, Harald Maier, Katharina Kaltenbrunner, Gerwin Haybäck, Martin Schennach | Erika Singer                                                                               | Verleihung mit Josef Pröll |
| 2010 | Wilfried Martens                | Hanno Settele, Michael Jungwirth                                                                                             | Almut Bachinger, Gerhard Baumgartner, Stefan Mayr, Ursula Rami, Sandra Stötzer, Sabine Wagner, Andreas Walter Wimmer | Renate Winter, Helga Seeliger                                                              | Verleihung mit Josef Pröll |
| 2011 | keine Vergabe                   | Hannes Aigelsreiter, Ernst Trost                                                                                             | Susanne Baumann-Söllner, Oliver Bertsche, Thomas Mikhail, Katharina Pabel, Albert Posch, Christiane Rille-Pfeiffer, Florian Schumacher, Sonja Strohmer, Paul R. Tarmann, Angela Wegscheider                                                                                        | Herbert Kaspar, Rita Kiss                                                                  | Verleihung mit Michael Spindelegger |
| 2012 | Ludwig Steiner, Erwin Kräutler  | Peter Schöber, Eva Weissenberger                                                                                             | Markus Benesch, Julia Enzelsberger, Wolfgang Horvath, Sixtus-Ferdinand Kraus, Stefan Lakonig, Susanne Leitner-Hanetseder, Eva Tcherner | Wolfgang Kremser, Franz Kvasnicka                                                          | 47. Verleihung mit Michael Spindelegger |
| 2013 | Marga Hubinek, Waltraud Klasnic | Elisabeth Totzauer ORF, Wilhelm Theuretsbacher Kurier                                                                        | Alexander Burz, Kasper Dziurd, Julia Hutter, Josef Mantl, Diana Niksova, Roman Pfefferle, Elisabeth Rebhan, Franz-Karl Skala, Sabine Schmidjell-Dommes, Martina Stadlmayr, Simon Varga                                                                                             |                                                                                            | 48. Verleihung mit Michael Spindelegger, Wolfgang Mazal                                                                                              |
| 2014 | Mikuláš Dzurinda                | Robert Stoppacher, Georg Wailand                                                                                             | Josef Grünanger, Georg Kodek, Christoph Marchgraber, Andreas Orator, Stefan Perner, Thomas Riesz, Marlene Steininger | Elisabeth Seidl, Walter Mayer                                                              | 49. Verleihung mit Michael Spindelegger, Werner Fasslabend                                                                                           |
| 2015 | Herman Van Rompuy               | Karl Ettinger, Eva Twaroch, Christian Nusser                                                                                 | Daniel Winfried F. E. Blum, Eva Michaela Lütte, Hermann Peyerl, Judith Ellen Sild, Karoline Spies, Bernhard Weidinger, Clemens Wieser | Andreas Maislinger, Herbert Paulischin, Anton Srholec                                      | 50. Verleihung mit Reinhold Mitterlehner, Werner Fasslabend                                                                                          |
| 2016 | Wolfgang Schäuble               | Karim El-Gawhary, Kurt Seinitz                                                                                               | Philip Czech, Gudrun Exner, Bernhard Gitschtaler, Irene Klissenbauer, Florian Leitinger, Harald Lidauer, Michael Mayrhofer, Marija Petričević, Jürgen Pirker |                                                                                            | 51. Verleihung mit Reinhold Mitterlehner, Werner Fasslabend; Andreas Schnauder, Wirtschaftsressortleiter des Standard, nahm den Pressepreis nicht an |